# Wheelwright (Kentucky)
Wheelwright es una ciudad ubicada en el condado de Floyd en el estado estadounidense de Kentucky. En el Censo de 2010 tenía una población de 780 habitantes y una densidad poblacional de 170,82 personas por km².

## Geografía
Wheelwright se encuentra ubicada en las coordenadas 37°20′21″N 82°43′7″O / 37.33917, -82.71861. Según la Oficina del Censo de los Estados Unidos, Wheelwright tiene una superficie total de 4.57 km², de la cual 4.57 km² corresponden a tierra firme y (0%) 0 km² es agua.

## Demografía
Según el censo de 2010, había 780 personas residiendo en Wheelwright. La densidad de población era de 170,82 hab./km². De los 780 habitantes, Wheelwright estaba compuesto por el 87.18% blancos, el 12.69% eran afroamericanos, el 0% eran amerindios, el 0% eran asiáticos, el 0% eran isleños del Pacífico, el 0.13% eran de otras razas y el 0% pertenecían a dos o más razas. Del total de la población el 0.13% eran hispanos o latinos de cualquier raza.